# Mouais
Mouais – miejscowość i gmina we Francji, w regionie Kraj Loary, w departamencie Loara Atlantycka.
Według danych na rok 2010 gminę zamieszkiwało 380 osób, a gęstość zaludnienia wynosiła 38 osób/km².